# 源氏物语千年之谜
《源氏物语 千年之谜》（日语：／ Genji Monogatari Sennen no Nazo）是一部2011年12月10日上映的日本电影，2011年日本东宝出品，导演鹤桥康夫，主演生田斗真、中谷美紀等。

本片改编自高山由紀子的小说《源氏物语 悲哀的皇子》（『源氏物語 悲しみの皇子』）。

## 剧情简介
电影以平安时代长篇小说《源氏物语》的作者紫式部与当时的权臣藤原道长的关系为背景，讲述了一个现实与物语交错的传奇故事。

## 角色

### 源氏物语（光源氏的世界）
| 演員       | 角色       | 設定                                                                                                   | 备注         |
| 生田斗真   | 光源氏     | 紫式部小说《源氏物语》主角 桐壶帝的二皇子，生母桐壶更衣，天生绝世的美少年                              |              |
| 真木陽子   | 藤壺中宮   | 先帝的第四皇女，桐壶帝的中宫，光源氏后母，貌似桐壶更衣                                                 | 一人分饰两角 |
| 真木陽子   | 桐壺更衣   | 光源氏生母                                                                                             | 一人分饰两角 |
| 多部未華子 | 葵の上     | 光源氏正妻，与丈夫感情冷淡，左大臣之女，头中将之妹                                                     |              |
| 芦名星     | 夕颜       | 头中将情人，夕颜有一女（玉鬘），后与光源氏幽会时暴死                                                   |              |
| 田中麗奈   | 六条御息所 | 光源氏情人之一，桐壺帝时代已故东宫之妃，居于六条京極附近，因嫉妒化身为生灵，葵之上在产后遭到其袭击而死 |              |
| 榎木孝明   | 桐壺帝     | 光源氏父亲，宠爱桐壺更衣、藤壺中宮                                                                     |              |
| 室井滋     | 弘徽殿女御 | 桐壺帝之妃、朱雀帝之母，嫉嫌桐壺                                                                       |              |
| 佐久間良子 | 王命婦     | 藤壶中宫的贴身近侍                                                                                     | 特別出演     |
| 尾上松也   | 頭中将     | 光源氏好友，左大臣之子，葵の上之兄                                                                     |              |

### 紫式部物語（现实世界）
| 演員       | 角色     | 設定 | 备注                                                                          |
| 中谷美紀   | 紫式部   | 《源氏物语》作者，平安時代天才女流作家，早年丧夫寡居，应藤原道长之召入官担任一条天皇的中官彰子女官，负责为彰子讲解《日本书纪》和白居易诗作，深受天皇和藤原道长赏识 | 在创作中，她与对光源氏陷入苦恋的六条御息所生灵相重叠 疑似对道长怀有隐秘情感。 |
| 東山紀之   | 藤原道長 | 公卿，官至从一位摄政太政大臣，准三宫，极尽荣华 | 藤原一家立三后，道长借着姻亲关系掌握极大权势                                  |
| 窪塚洋介   | 安倍晴明 | 阴阳师，藤原道长好友。察觉紫式部灵魂出窍异样并及时追踪 |                                                                               |
| 蓮佛美沙子 | 彰子     | 藤原道长长女，一条天皇的中宫 |                                                                               |
| 甲本雅裕   | 藤原行成 | 廷臣，官至正二位、权大納言，嗜书 |                                                                               |
| 東儀秀樹   | 一条天皇 | 日本第66代天皇，为人温和，热爱文学 |                                                                               |
| 佐藤祐基   | 藤原伊周 | 藤原道長之侄。 | 在与藤原道長斗争中含恨而死，化作厉鬼向道长报复，被安倍晴明解决。              |
| MariEri    | 式神     | 安倍晴明的式神 |                                                                               |

## 工作人员
- 製作总指揮: 角川歴彦
- 执行制片人: 椎名保
- 制片人: 土川勉、鈴木光、岡田和則、坂本忠久
- 監督: 鶴橋康夫
- 助監督: 藏方政俊、中川裕介
- 脚本: 川崎いづみ、高山由紀子
- 音乐: 住友紀人
- 音乐制作: 長崎行男
- 録音: 甲斐匡
- 編集: 田中愼二
- 撮影: 藤石修
- 美術: 今村力
- 照明: 磯野雅宏
- 制作委員会: 角川映画、TBS、東宝、CBC、J Storm、MBS、RKB、毎日新聞社